# Синельникова, Мария Давыдовна
Мария Давыдовна Сине́льникова (1899—1993) — советская актриса театра и кино. Народная артистка РСФСР (1969).

## Биография
Родилась 29 июля (10 августа) 1899 года в Бердянске Таврической губернии Российской Империи.
Училась на Высших женских курсах в Харькове (историко-филологический факультет). Там же одновременно занималась в Студии при театре Н. Н. Синельникова; отучившись, стала работать актрисой в этом театре.
В 1920 году работала в агитпоезде РККА на Юго-Западном фронте.
Осенью того же 1920 года вступила в Студию Е. Б. Вахтангова в Москве, вскоре ставшую театром имени Вахтангова. В этом театре служила всю жизнь.
В прижизненной постановке Евгения Вахтангова «Принцесса Турандот» играла Адельму в очередь с А. А. Орочко.
С 1928 года вела педагогическую работу в Театральном училище имени Б. В. Щукина. В начале Великой Отечественной войны была с дочерью и гражданским мужем Е. Л. Ланном эвакуирована в Омск.
Умерла в 1993 году. Похоронена на Донском кладбище.

## Семья
- Брат — Рафаил Давидович Синельников, анатом. Племянник — Яков Рафаилович Синельников, анатом.
- Брат — актёр и режиссёр Георгий Давыдович Синельников, его жена — заслуженная артистка РСФСР Ева Ефремовна Синельникова.
- Муж — Лев Саулович Бахмутский, его сестра Рахиль была замужем за писателем Андреем Соболем; племянник — поэт Марк Соболь. Другая его сестра Софья была замужем за философом Ароном Рубиным; племянник — востоковед-синолог Виталий Рубин.
  - Дочь — Екатерина Львовна Синельникова (1924—1978), преподаватель грима в Театральном училище имени Бориса Щукина[4].

## Творчество

### Роли в театре
- 1922 — «Принцесса Турандот» Карло Гоцци — Адельма
- 1928 — «На крови» С. Д. Мстиславского — Химера
- 1933 — «Интервенция» Л. И. Славина — мадам Ксидиас
- 1935 — «Аристократы» Н. Ф. Погодина — Сонька
- 1936 — «Флорисдорф» Ф. Вольфа — тётушка Мали
- 1940 — «Опасный поворот» Дж. Пристли — Фреда
- 1941 — «Маскарад» Лермонтова — баронесса Штраль
- 1946 — «Электра» Софокла — Клитемнестра
- 1947 — «Глубокие корни» Гоу и Д’Юссо — Бэла
- 1950 — «Первые радости» по К. А. Федину, первая часть — Вера Никандровна
- 1951 — «Кирилл Извеков» по К. А. Федину, вторая часть — Вера Никандровна
- 1956 — «Филумена Мартурано» Эдуардо Де Филиппо — Розалия
- 1960 — «Дамы и гусары» А. Фредро — пани Дынгальская
- 1974 — «Кот в сапогах» Г. Калау — Жена Крестьянина

### Фильмография
- 1927 — Его превосходительство — Мириам, приёмная дочь раввина
- 1935 — Последний табор — жена Юдко
- 1936 — Поколение победителей — Роза Штейн, мастерица
- 1964 — Соучастие в убийстве (фильм-спектакль)
- 1973 — Чёрный принц — мать Бийчука
- 1975 — Конармия
- 1979 — Кот в сапогах — Крестьянка

### Озвучивание мультфильмов
- 1957 — Снежная королева — Финка

## Признание и награды
- заслуженная артистка РСФСР (1937)
- орден Трудового Красного Знамени (1946)[5]
- народная артистка РСФСР (1969)